# Grupo de Binza
O Grupo de Binza (em francês:  groupe de Binza) foi um ginger group ativo dentro do governo da República do Congo (atual República Democrática do Congo) no início da década de 1960. Liderada pelo general Joseph-Désiré Mobutu, a camarilha desempenhou um papel importante na direção da política estatal, especialmente durante o mandato do primeiro-ministro Cyrille Adoula, e contou com o apoio secreto do governo dos Estados Unidos.

## Histórico e etimologia
Binza era um subúrbio de Léopoldville que se desenvolveu após a Segunda Guerra Mundial como um bairro para brancos de classe alta. Na década de 1960, a área não era mais segregada, mas seus aluguéis caros e a falta de serviço de transporte público limitavam a maioria de seus residentes congoleses a políticos e funcionários públicos de destaque. O grupo de Binza ganhou o nome deste subúrbio, já que muitos de seus membros mantinham residências dentro dele e se reuniam lá.

## História
O grupo de Binza foi criado em setembro de 1960 e emergiu como a facção política proeminente na política congolesa no final de 1961. Entre seus principais membros estavam Mobutu, que comandava o exército; Victor Nendaka, diretor da Sûreté Nationale; Justin Marie Bomboko, um frequente ministro das Relações Exteriores; Albert Ndele, presidente do Banco Nacional do Congo; e Damien Kandolo, secretário do Ministério do Interior. O político Cléophas Kamitatu descreveu-o como uma "associação de amigos de Mobutu". Etnicamente e regionalmente diverso em termos de membros, exerceu influência através de seu controle das principais instituições governamentais. Gozou do apoio da Agência Central de Inteligência dos Estados Unidos, que orientou Larry Devlin a fornecer aconselhamento e financiamento. A existência do grupo não era amplamente conhecida até meados de 1962.
O Grupo de Binza estava geralmente insatisfeito com a liderança de Joseph Kasa-Vubu como presidente do Congo e com a natureza indisciplinada do Parlamento. Adoula foi frequentemente apoiado e contatado com o grupo de Binza, mas não era um de seus membros. Ele incluiu sua contribuição em todas as ações governamentais importantes.
Com a possibilidade das eleições nacionais se aproximando em um futuro próximo, no início de 1963, membros do grupo de Binza e outras figuras do governo central tentaram organizar novos partidos políticos que pudessem vencer essas disputas e, esperançosamente, garantir sua posição no poder. Apesar de recursos e energia significativos serem dedicados a esses projetos, esses esforços não conseguiram cultivar bases ativas de apoio entre os líderes provinciais e o público. A influência do grupo de Binza no governo diminuiu enquanto Moïse Tshombe foi primeiro-ministro, mas ajudou a orquestrar sua destituição do poder.
Após sua ascensão ao poder em 1965, Mobutu eliminou progressivamente o grupo de Binza em favor de um método de governo personalizado e autoritário. Alguns de seus membros foram nomeados embaixadores e enviados ao exterior, principalmente para evitar que representassem uma ameaça política ao regime. Outros foram posteriormente presos e acusados de atividades subversivas.

### Obras citadas
- De Groof, Matthias, ed. (2020). Lumumba in the Arts. Leuven: Leuven University Press. ISBN 9789462701748
- Kisangani, Emizet Francois (2016). Historical Dictionary of the Democratic Republic of the Congo 4th ed. [S.l.]: Rowman & Littlefield. ISBN 9781442273160
- LaFontaine, J.S. (2008). City Politics: A Study of Léopoldville 1962–63. Col: American Studies reprint ed. Cambridge: Cambridge University Press. OCLC 237883398
- wa Muiu, Mueni; Martin, Guy (2009). A new paradigm of the African state: fundi wa Afrika. [S.l.]: Springer. ISBN 978-0-230-61831-2
- Nzongola-Ntalaja, Georges (2007). The Congo, From Leopold to Kabila: A People's History 3rd ed. New York: Palgrave. ISBN 978-1-84277-053-5
- Young, M. Crawford (1965). Politics in the Congo: Decolonization and Independence. Princeton: Princeton University Press. OCLC 307971